# Lijst van nummer 1-hits in de Vlaamse top 10 in 2018
Deze hits stonden in 2018 op nummer 1 in de Vlaamse top 50 van Ultratop.
| Datum        | Artiest                                   | Titel           |
| ------------ | ----------------------------------------- | --------------- |
| 6 januari    | Van Echelpoel                             | Wiesegaidanie   |
| 13 januari   | Van Echelpoel                             | Wiesegaidanie   |
| 20 januari   | BLØF & Geike Arnaert                      | Zoutelande      |
| 27 januari   | BLØF & Geike Arnaert                      | Zoutelande      |
| 3 februari   | BLØF & Geike Arnaert                      | Zoutelande      |
| 10 februari  | BLØF & Geike Arnaert                      | Zoutelande      |
| 17 februari  | BLØF & Geike Arnaert                      | Zoutelande      |
| 24 februari  | BLØF & Geike Arnaert                      | Zoutelande      |
| 3 maart      | BLØF & Geike Arnaert                      | Zoutelande      |
| 10 maart     | BLØF & Geike Arnaert                      | Zoutelande      |
| 17 maart     | BLØF & Geike Arnaert                      | Zoutelande      |
| 24 maart     | BLØF & Geike Arnaert                      | Zoutelande      |
| 31 maart     | BLØF & Geike Arnaert                      | Zoutelande      |
| 7 april      | BLØF & Geike Arnaert                      | Zoutelande      |
| 14 april     | BLØF & Geike Arnaert                      | Zoutelande      |
| 21 april     | BLØF & Geike Arnaert                      | Zoutelande      |
| 28 april     | BLØF & Geike Arnaert                      | Zoutelande      |
| 5 mei        | BLØF & Geike Arnaert                      | Zoutelande      |
| 12 mei       | BLØF & Geike Arnaert                      | Zoutelande      |
| 19 mei       | BLØF & Geike Arnaert                      | Zoutelande      |
| 26 mei       | BLØF & Geike Arnaert                      | Zoutelande      |
| 2 juni       | BLØF & Geike Arnaert                      | Zoutelande      |
| 9 juni       | Niels Destadsbader                        | Verover mij     |
| 16 juni      | Niels Destadsbader                        | Verover mij     |
| 23 juni      | Niels Destadsbader                        | Verover mij     |
| 30 juni      | Niels Destadsbader                        | Verover mij     |
| 7 juli       | Niels Destadsbader                        | Verover mij     |
| 14 juli      | BLØF & Geike Arnaert                      | Zoutelande      |
| 21 juli      | Niels Destadsbader                        | Verover mij     |
| 28 juli      | Niels Destadsbader                        | Verover mij     |
| 4 augustus   | Niels Destadsbader                        | Verover mij     |
| 11 augustus  | Niels Destadsbader                        | Verover mij     |
| 18 augustus  | Niels Destadsbader                        | Verover mij     |
| 25 augustus  | Bazart                                    | Grip (omarm me) |
| 1 september  | Bazart                                    | Grip (omarm me) |
| 8 september  | Bazart                                    | Grip (omarm me) |
| 15 september | Bazart                                    | Grip (omarm me) |
| 22 september | Bazart                                    | Grip (omarm me) |
| 29 september | Bazart                                    | Grip (omarm me) |
| 6 oktober    | Bazart                                    | Grip (omarm me) |
| 13 oktober   | Tourist LeMC & Raymond van het Groenewoud | Spiegel         |
| 20 oktober   | Tourist LeMC & Raymond van het Groenewoud | Spiegel         |
| 27 oktober   | Tourist LeMC & Raymond van het Groenewoud | Spiegel         |
| 3 november   | Tourist LeMC & Raymond van het Groenewoud | Spiegel         |
| 10 november  | Tourist LeMC & Raymond van het Groenewoud | Spiegel         |
| 17 november  | Tourist LeMC & Raymond van het Groenewoud | Spiegel         |
| 24 november  | Tourist LeMC & Raymond van het Groenewoud | Spiegel         |
| 1 december   | Tourist LeMC & Raymond van het Groenewoud | Spiegel         |
| 8 december   | Tourist LeMC & Raymond van het Groenewoud | Spiegel         |
| 15 december  | Tourist LeMC & Raymond van het Groenewoud | Spiegel         |
| 22 december  | Tourist LeMC & Raymond van het Groenewoud | Spiegel         |
| 29 december  | Tourist LeMC & Raymond van het Groenewoud | Spiegel         |

Lijsten van nummer 1-hits in de Radio 2 Top 30

1970 ·
1971 ·
1972 ·
1973 ·
1974 ·
1975 ·
1976 ·
1977 ·
1978 ·
1979 ·
1980 ·
1981 ·
1982 ·
1983 ·
1984 ·
1985 ·
1986 ·
1987 ·
1988 ·
1989 ·
1990 ·
1991 ·
1992 ·
1993 ·
1994 ·
1995 ·
1996 ·
1997 ·
1998 ·
1999 ·
2000 ·
2001 ·
2002 ·
2003 ·
2004 ·
2005 ·
2006 ·
2007 ·
2008 ·
2009 ·
2010 ·
2011 ·
2012 ·
2013 ·
2014 ·
2015 ·
2016 ·
2017 ·
2018 ·
2019 ·
2020 ·
2021 ·
2022 ·
2023 ·
2024 ·
2025
Lijsten van nummer 1-hits in de Ultratop 50 

1995 ·
1996 ·
1997 ·
1998 ·
1999 ·
2000 ·
2001 ·
2002 ·
2003 ·
2004 ·
2005 ·
2006 ·
2007 ·
2008 ·
2009 ·
2010 ·
2011 ·
2012 ·
2013 ·
2014 ·
2015 ·
2016 ·
2017 ·
2018 ·
2019 ·
2020 ·
2021 ·
2022 ·
2023 ·
2024 ·
2025
Lijsten van nummer 1-hits in de Vlaamse top 50

2001 ·
2002 ·
2003 ·
2004 ·
2005 ·
2006 ·
2007 ·
2008 ·
2009 ·
2010 ·
2011 ·
2012 ·
2013 ·
2014 ·
2015 ·
2016 ·
2017 ·
2018 ·
2019 ·
2020 ·
2021 ·
2022 ·
2023 ·
2024 ·
2025
- Nederland (Top 40)
- Nederland (Single Top 100)
- Nederland (3FM Mega Top 50)
- Nederland (Graadmeter)
- Vlaanderen (Radio 2 Top 30)
- Vlaanderen (Ultratop 50)
- Vlaanderen (Top 30 van Ultratop)
- Wallonië
- Australië
- Canada
- Denemarken
- Duitsland
- Frankrijk
- Ierland
- Nieuw-Zeeland
- Noorwegen
- Oostenrijk
- Polen
- Verenigd Koninkrijk
- Verenigde Staten (Hot 100)
- Zweden
- Zwitserland